# San Pedro Carchá
San Pedro Carchá é uma cidade da Guatemala do departamento de Alta Verapaz.

## Esportes
A cidade de San Pedro Carchá possuiu um clube no Campeonato Guatemalteco de Futebol, o Club Social y Deportivo Carchá, que joga de mandante no Estádio Juan Ramón Ponce.